# James Fisher-Harris

a Compétitions nationales et continentales officielles uniquement.

b Matchs officiels uniquement.
James Fisher-Harris, né le 5 janvier 1996 à Rawene (Nouvelle-Zélande), est un joueur de rugby à XIII néo-zélandais évoluant au poste de deuxième, de troisième ligne, de talonneur ou de pilier. Il fait ses débuts en National Rugby League (« NRL ») avec les Panthers du Penrith lors de la saison 2016. Dans la foulée, il est sélectionné dans l'équipe de Nouvelle-Zélande pour participer au Tournoi des Quatre Nations 2016 à la suite de la blessure de Simon Mannering.

## Palmarès
- Collectif :
  - Vainqueur de la National Rugby League : 2021, 2022, 2023 et 2024 (Penrith).
  - Finaliste du Tournoi des Quatre Nations : 2016 (Nouvelle-Zélande).
  - Finaliste de la National Rugby League : 2020 (Penrith).

- Individuel :
  - Elu meilleur pilier de la National Rugby League : 2020 et 2021 (Penrith).

### En club

#### Statistiques
| Saison                 | Club                   | Compétition            | Matchs | Points | Essais | Goals | Drops |
| ---------------------- | ---------------------- | ---------------------- | ------ | ------ | ------ | ----- | ----- |
| 2016                   | Penrith Panthers       | National Rugby League  | 23     | 20     | 5      | 0     | 0     |
| Total Penrith Panthers | Total Penrith Panthers | Total Penrith Panthers | 23     | 20     | 5      | 0     | 0     |
| Total                  | Total                  | Total                  | 23     | 20     | 5      | 0     | 0     |